# María Isabel
María Isabel López Rodríguez, María Isabel, född 4 januari 1995 i Ayamonte, är en spansk sångerska och vinnare av 2004 års Junior Eurovision Song Contest. Hon är förlovad med Jesús Marchena och de har en dotter tillsammans som heter Daliana (föddes 14 februari, 2023)

## Bakgrund
När hon var nio år gammal ställde hon upp på en audition för en musiktävling där vinnaren skulle få vara med i lilla melodifestivalen i Spanien. Vinnaren som utsågs där skulle få vara med i Junior Eurovision Song Contest 2004. Maria Isabel tävlade mot andra barn i åldrarna nio till femton. Hon tävlade i finalen med låtarna Antes muerta que sencilla och Mira Niño. Hon vann Euro Junior och gick vidare till Junior Eurovision Song Contest och där hon vann med 171 poäng.
María Isabel vann Junior Eurovision Song Contest år 2004 i Lillehammer, Norge med låten "Antes Muerta Que Sencila". Hon bor i södra Spanien i Ayamonte i Andalusien. Hon har släppt en skiva som heter "No me toques las palmas que me conosco". Under 2005 släpptes hennes andra album, med namnet "Número 2", med låten "Pues va a ser que no" som den mest spelade på skivan. Det tredje albumet "Capricornio" med singeln "De Qué Vas" släpptes hösten 2006. Året därpå kom filmen "Angeles S.A." med María Isabel i huvudrollen och med tillhörande soundtrackalbumet "Angeles S.A.". Sedan 2009 är hon programledare för det spanska barnprogrammet Los Lunnis och har även släppt en cd med Los Lunnis innehållande två ny låtar med henne själv.
Sången "Antes muerta que sencilla" (Hellre död än vanlig) handlar om henne själv.
Maria Isabel har blivit framgångsrik och har sålt över 500 000 exemplar av hennes skiva i Spanien. 'No me Toques las palmas que me conozco' skivan såldes i, Frankrike, Spanien, Schweiz, Tyskland, Österrike, Italien, Skandinavien, Polen, Bulgarien, Japan, USA och Latinamerika.

## Diskografi
- 2004 - No me toques las palmas que me conozco
- 2005 - Número 2
- 2006 - Capricornio
- 2007 - Àngeles S.A.
- 2009 - Los Lunnis con María Isabel